# Modliborzyce (gromada w powiecie janowskim)
Modliborzyce – dawna gromada, czyli najmniejsza jednostka podziału terytorialnego Polskiej Rzeczypospolitej Ludowej w latach 1954–1972.
Gromady, z gromadzkimi radami narodowymi (GRN) jako organami władzy najniższego stopnia na wsi, funkcjonowały od reformy reorganizującej administrację wiejską przeprowadzonej jesienią 1954 do momentu ich zniesienia z dniem 1 stycznia 1973, tym samym wypierając organizację gminną w latach 1954–1972.
Gromadę Modliborzyce z siedzibą GRN w Modliborzycach (wówczas wsi) utworzono – jako jedną z 8759 gromad na obszarze Polski – w powiecie kraśnickim w woj. lubelskim na mocy uchwały nr 10 WRN w Lublinie z dnia 5 października 1954. W skład jednostki weszły obszary dotychczasowych gromad Ciechocin, Dąbie, Gwizdów, Kalenne, Lute, Modliborzyce, Majdan, Słupie, Świnki i Zamek ze zniesionej gminy Modliborzyce w tymże powiecie. Dla gromady ustalono 27 członków gromadzkiej rady narodowej.
1 stycznia 1956 gromada weszła w skład reaktywowanego powiatu janowskiego w tymże województwie.
29 lutego 1956 do gromady Modliborzyce włączono wieś Michałówka z gromady Polichna Dolna w powiecie kraśnickim w tymże województwie.
1 stycznia 1960 do gromady Modliborzyce włączono obszar zniesionej gromady Wolica w tymże powiecie.
Gromada przetrwała do końca 1972 roku, czyli do kolejnej reformy gminnej. 1 stycznia 1973 – tym razem w powiecie janowskim – reaktywowano gminę Modliborzyce.